# Sinbad il marinaio (film)
Sinbad il marinaio (Sinbad the Sailor), noto anche come Simbad il marinaio, è un film del 1947 diretto da Richard Wallace.
Ispirato al personaggio di Sinbad, protagonista di una leggenda persiana, narra del suo ottavo viaggio alla scoperta del tesoro di Alessandro Magno.

## Trama
Dal racconto de Le mille e una notte sulle avventure di Sinbad; il marinaio intrepido per la sua ottava avventura giunge a Baghdad, con lo scopo d'intraprendere un viaggio per recuperare il tesoro perduto di Alessandro Magno. Tuttavia durante il viaggio incontra molti ostacoli, soprattutto contro l'emiro amante della sua innamorata Shireen.

## Produzione
Il film fu prodotto dalla RKO Radio Pictures con un budget stimato di 2 459 000 dollari .
Le riprese, iniziate il 18 febbraio 1946, durarono fino alla fine di maggio dello stesso anno. Durante la lavorazione, vennero usati i titoli The Strange Adventures of Sinbad, Strange Adventures of Sinbad the Sailor e The Adventures of Sinbad the Sailor.

## Distribuzione
Il copyright del film, richiesto dalla RKO Radio Pictures, Inc., fu registrato il 31 dicembre 1946 con il numero LP847. Distribuito dalla RKO Radio Pictures, il film uscì nelle sale cinematografiche statunitensi il 13 gennaio 1947 con il titolo originale Sinbad the Sailor. Il 22 gennaio venne presentato in prima a New York.

### Edizione italiana
Il film uscì in Italia nel gennaio 1950 col doppiaggio curato dalla C.D.C. Nel 1983 fu ridoppiato sotto la direzione di Marisa Mantovani su dialoghi di Bruno Giovagnoli; in questa edizione la colonna sonora originale di Roy Webb venne sostituita con quella di Miklós Rózsa contenuta nel film Il viaggio fantastico di Sinbad del 1974.